# Kozlovia
Kozlovia es un género de plantas  pertenecientes a la familia Apiaceae. Comprende 3 especies descritas.

## Taxonomía
El género fue descrito por Vladímir Lipski y publicado en Trudy Imperatorskago S.-Peterburgskago Botaničeskago Sada 23: 146. 1904.

## Especies
A continuación se brinda un listado de las especies del género Kozlovia aceptadas hasta septiembre de 2012, ordenadas alfabéticamente. Para cada una se indica el nombre binomial seguido del autor, abreviado según las convenciones y usos.
- Kozlovia capnoides (Decne.) Spalik & S.R.Downie
- Kozlovia laseroides (Hedge & Lamond) Spalik & S.R.Downie
- Kozlovia paleacea Lipsky